# Nao Hibino
Nao Hibino (日比野 菜緒, Hibino Nao, født 28. november 1994 i Ichinomiya, Japan) er en professionel tennisspiller fra Japan.